# Sequenza di apertura di Up
La sequenza di apertura del film Pixar del 2009 Up (chiamato anche Married Life dal nome del pezzo strumentale che lo accompagna, il montaggio di Up o i primi 10 minuti di Up) è diventata una pietra miliare culturale per il cinema d'animazione mondiale,  e un elemento chiave che ha garantito il successo del film.

## Realizzazione
Una volta delineata l'idea centrale di Up, che vedeva una casa fatta volare grazie a dei palloncini, i creatori del film si misero a cercare una motivazione che spingesse il protagonista a realizzare tale impresa. Si decise di mostrare l'intera relazione di una coppia sposata, dal primo giorno del loro incontro fino alla morte della moglie; lo immaginarono come un montaggio muto riprodotto come una serie di filmati casalinghi Polaroid. Il regista Pete Docter pensò fin dal principio che una sequenza espositiva per aprire il film fosse importante, affinché gli spettatori si affezionassero ai personaggi e venissero coinvolti dalla storia.
Una prima versione dell'incontro tra Carl ed Ellie vede Carl cercare di catturare un uccello con una trappola ed Ellie dargli un pugno in faccia esprimendosi sostenitrice dei diritti degli animali. Questo portava a un elemento ricorrente nella sequenza di montaggio, nel quale sia Carl che Ellie portano avanti un "gioco dei pugni con attacchi furtivi" durante gli anni passati insieme, culminando quando, sul letto di morte, Ellie cerca ancora di colpire debolmente Carl; secondo l'Huffington Post, ciò  "dava un po' di cuore alla sceneggiatura in un modo non stucchevole". Il co-regista Bob Peterson affermò che tale versione fosse molto divertente, ma non fu gradita dal pubblico di prova, il quale, secondo Docter, rimase in silenzio. Ipotizzò che gli spettatori considerarono la gag come un elemento troppo violento nella dinamica di coppia. Si optò quindi per realizzare una versione più moderata e dolce della sequenza.
Fu discussa particolarmente dai membri dello studio la scena del montaggio in cui Ellie è abbattuta dopo aver scoperto di non poter avere figli, in quanto si temette che potesse risultare troppo forte; inizialmente venne tagliata, ma successivamente fu inserita di nuovo nella versione finale della pellicola. Docter spiegò che si trattava di un elemento emotivo essenziale per il coinvolgimento del pubblico nel film, dicendo che "la maggior parte delle cose emotive non serve solo a urtare le persone e a farle piangere, ma sono un motivo in più per farti interessare davvero alla storia".
La composizione sonora Married Life è stato il primo incarico che il compositore Michael Giacchino ha avuto nella produzione del film, trattandosi della scena più importante e difficile. Originariamente Giacchino aveva scritto un brano diverso, ma Docter chiese una musica che ricordasse quella di un carillon e Giacchino successivamente realizzò la composizione definitiva. Dopo una prima registrazione, il brano fu ritoccato in vari punti per adattarsi al tono emotivo delle immagini.

## La sequenza
Viene abbozzata la vita coniugale di Carl ed Ellie in una sequenza lunga pochi minuti e quasi del tutto silenziosa. Generalmente la sequenza esclude le prime parti del prologo del film che mostra Carl al cinema a guardare un cinegiornale su Charles F. Muntz e il suo primo effettivo incontro con Ellie.
La scena inizia con il matrimonio tra Ellie e Carl, ai quali sono invitati entrambi i parentadi: la famiglia di Ellie applaude festante con tanto di salve di fucile, al contrario di quella di Carl che è completamente vestita di nero e sembra non mostrare il benché minimo interesse all’avvenimento. Dopo la cerimonia, i due si trasferiscono nella casa fatiscente nella quale giocavano da bambini, rimettendola in sesto personalmente affinché corrisponda al disegno d'infanzia di Ellie. I due trascorrono la vita osservando le nuvole, lavorando allo zoo (Carl vende palloncini ed Ellie si occupa degli animali) e leggendo insieme. Un giorno, mentre guardano le nuvole, vengono ispirati ad avere dei figli e preparano una camera per un futuro bambino; qualche tempo dopo, però, il dottore li informa che Ellie non potrà avere figli, lasciandoli devastati. Vedendola profondamente addolorata, Carl la consola portandole il suo album di infanzia intitolato "Il libro delle mie avventure", nel quale Ellie aveva espresso il desiderio di andare alle Cascate Paradiso. La coppia tiene un barattolo in cui mettere i propri risparmi con cui partire per il Sud America, ma diversi incidenti quotidiani (una gomma bucata, Carl che si rompe una gamba e il danneggiamento del tetto della casa durante un temporale) li porta ad attingere più volte ai risparmi, rimandando il loro viaggio finché non viene del tutto dimenticato.
Attraverso un montaggio che vede Ellie allacciare la cravatta a Carl prima di andare al lavoro, si susseguono gli anni finché i due sono ormai anziani, trascorrendo felicemente il loro tempo insieme allo zoo e in privato. Un giorno, mentre sistemano la casa, Carl si sofferma a guardare il dipinto di Ellie alla parete che raffigura le Cascate Paradiso e si rende conto di dover ancora mantenere la promessa fatta ad Ellie al loro primo incontro di portarla lì. Va quindi a un'agenzia di viaggi per comprare due biglietti aerei per il Sud America e porta Ellie a uno dei loro consueti picnic su una collina per farle la sorpresa. Tuttavia, mentre stanno salendo la collina, Ellie ha un malore. La donna viene ricoverata in ospedale e Carl le porta un palloncino, parallelamente al loro primo incontro, durante il quale Ellie aveva fatto lo stesso con Carl mentre era a casa con un braccio rotto. La moglie gli consegna il suo album, Carl la bacia ed Ellie muore.
L'ultima scena mostra Carl con un palloncino in mano, da solo, subito dopo il funerale di Ellie, svoltosi nella stessa chiesa in cui si sono sposati. L’uomo si alza mestamente e torna a casa.

## Analisi
La sequenza utilizza "tecniche visive e una composizione musicale per svolgere tutte le funzioni narrative senza fare affidamento sul dialogo". Secondo i creatori, l'intento era quello di sembrare un ricordo. Per l'articolo Creare un impatto emotivo senza dialoghi: il caso studio Up della Pixar, Michaela Wozny ha creato un grafico con cui analizzare la sequenza. Si riesce a simpatizzare con Carl per tutto il resto del film "a causa della [sua] impotenza contro il potere spesso crudele e vendicativo del destino".
I temi musicali della sequenza ricorrono per tutto il resto del film, cambiando timbro a seconda del contesto, come ancoraggio emotivo al rapporto tra Ellie e Carl.

## Accoglienza ed eredità
The Guardian descrisse la sequenza come "notevole", "brillante" e una "classe magistrale nell'esposizione narrativa" e predisse che la rivelazione della spiegazione dell'assenza di figli nella coppia avrebbe avuto un impatto emotivo sul pubblico. Il Daily Telegraph lo descrisse come "una delle aperture più straordinarie di un film", live-action o altro, osservando che, nel contesto più ampio di un film: "osa rischiare di alienare" il pubblico che solitamente attira i film animati inserendo un carico drammatico, rendendo il resto del film una delusione.
Il Washington Post definì la sequenza "toccante". CinemaBlend la descrisse come "delle montagne russe di emozioni strazianti" e una "manna d'oro di dolcezza". Il Los Angeles Times scrisse che "descrive in dettaglio gli alti e bassi di due vite con intensità e profondità". The Guardian considerò la morte di Ellie una scena "sottostimata in modo straziante".
Scott Meslow di GQ ritenne che il montaggio avesse "puro potere emotivo", affermando che continuasse a colpirlo duramente anche nel 2018. Uproxx lo descrisse come "splendidamente deprimente" e "buono quanto la Pixar riesce a realizzare".  I rotoscoper ritennero che la sequenza infranga lo stereotipo per il quale l'animazione sarebbe strettamente per bambini. Sean Wilson di Den of Geek affermò che la sequenza lo aveva distrutto emotivamente.

### Musica
L'Hollywood News sostenne che la composizione di "Married Life" avesse contribuito a evolvere la sequenza.

### Premi e nomination
Michael Giacchino ha vinto l'Oscar per la migliore colonna sonora originale all'82a cerimonia e il Grammy Award per la migliore composizione strumentale per la parte "Married Life" della colonna sonora alla cerimonia del 2010.